# Gymnoscelis indicata
Gymnoscelis indicata là một loài bướm đêm trong họ Geometridae.